# Antidaphne amazonensis
Antidaphne amazonensis är en sandelträdsväxtart som beskrevs av Carlos Toledo Rizzini. Antidaphne amazonensis ingår i släktet Antidaphne och familjen sandelträdsväxter. Inga underarter finns listade i Catalogue of Life.